# Most Borodiński
Most Borodiński (ros. Бороди́нский мост) – stalowy most na rzece Moskwa, łączący Dorogomiłowo i Dworzec Kijowski w centrum Moskwy, w Rosji (dwa kilometry na zachód od Kremla). Most zbudowany został w latach 1911–1912 jako most łukowy, według projektu przez N.I. Oskołkowa, M.I. Szczokotowa (inżynieria budowlana) i Romana Kleina (projekt architektoniczny). W 2001 roku most został przebudowany uzyskując nową formę.